# Чемпионат Африки по хоккею на траве среди мужчин 1993
Чемпионат Африки по хоккею на траве среди мужчин 1993 — 4-й розыгрыш чемпионата по хоккею на траве среди мужских команд. Турнир прошёл с 14 по 19 февраля 1993 года в городе Найроби (Кения) на стадионе «City Park Hockey Stadium». В турнире приняло участие 5 сборных.
Чемпионами в 1-й раз в своей истории стала сборная ЮАР. Второе место заняла сборная Египта. Бронзовым призёром стала сборная Кении.
Чемпионат также являлся региональной квалификацией для участия в межрегиональном квалификационном турнире к чемпионату мира 1994. Путёвку на квалификационный турнир получала одна команда — победитель турнира; соответственно, её получила сборная ЮАР.

## Результаты игр
| Место | Команда             | И | В | Н | П | ГЗ | ГП | +/- | Очки |
| ----- | ------------------- | - | - | - | - | -- | -- | --- | ---- |
| 1     | ЮАР                 | 4 | 4 | 0 | 0 | 25 | 3  | +22 | 8    |
| 2     | Египет              | 4 | 3 | 0 | 1 | 9  | 6  | +3  | 6    |
| 3     | Кения               | 4 | 2 | 0 | 2 | 5  | 3  | +2  | 4    |
| 4     | Зимбабве            | 4 | 1 | 0 | 3 | 13 | 15 | −2  | 2    |
| 5     | Сейшельские Острова | 4 | 0 | 0 | 4 | 0  | 45 | −45 | 0    |